# Bell YFM-1 Airacuda
Bell YFM-1 Airacuda là một loại máy bay tiêm kích hạng nặng của Hoa Kỳ, do hãng Bell Aircraft Corporation phát triển vào giữa thập niên 1930. Nó là máy bay quân sự đầu tiên do Bell chế tạo. Tên định danh gốc là "Bell Model 1", Airacuda bay lần đầu vào 1/9/1937.
Airacuda là câu trả lời của Bell Aircraft về một loại máy bay "kẻ tiêu diệt máy bay ném bom". Dù nó chỉ được sản xuất hạn chế, và chỉ có một phi đoàn được trang bị đầy đủ được thành lập, tổng cộng có 13 chiếc được chế tạo, gồm 1 mẫu thử và 12 chiếc phiên bản sản xuất thuộc 3 phiên bản hơi khác nhau.

## Biến thể
XFM-1
(Model 1) Mẫu thử lắp 2 động cơ V-1710-13 công suất 1.150 hp, 1 chiếc được chế tạo (38-351).
YFM-1
(Model 7) Lắp 2 động cơ V-1710-23 công suất 1.150 hp và pháo 37 mm, 8 chiếc được chế tạo, 2 chiếc sau này được hoán cải thành YFM-1B.
YFM-1A
(Model 8) Phiên bản với càng đáp ba, 3 chiếc.
YFM-1B
YFM-1 lắp động cơ V-1710-41 công suất 1.090 hp, 2 chiếc YFM-1 hoán cải sang.
YFM-1C
(Model 17) biến thể đề xuất, không chế tạo

## Tính năng kỹ chiến thuật (XFM-1)[5]

### Đặc điểm riêng
- Tổ lái: 5 (phi công, phi công phụ kiêm hoa tiêu, sĩ quan vô tuyến kiêm xạ thủ, 2 xạ thủ)
- Chiều dài: 44 ft 10 in (13.67 m)
- Sải cánh: 69 ft 10 in (21.29 m)
- Chiều cao: 13 ft 7 in (4.14 m)
- Diện tích cánh: 684 sq ft (63.5 m2)
- Trọng lượng rỗng: 13,376 lb (6,067 kg)
- Trọng lượng có tải: 17,333 lb (7,862 kg)
- Trọng lượng cất cánh tối đa: 21,625 lb (9,809 kg)
- Động cơ: 2 × Allison V-1710-9, 1,090 hp (810 kW) mỗi chiếc

### Hiệu suất bay
- Vận tốc cực đại: 277 mph (446 km/h; 241 kn)
- Vận tốc hành trình: 244 mph (212 kn; 393 km/h)
- Tầm bay: 2,600 mi (2,259 nmi; 4,184 km)
- Trần bay: 30,500 ft (9,296 m)
- Vận tốc lên cao: 1,480 ft/min (7.5 m/s)

### Vũ khí
- 2 khẩu pháo 37 mm (1.46 in)
- 2 khẩu súng máy.30 in (7.62 mm)
- 2 khẩu súng máy.50 in (12.7 mm)
- 20 quả bom phá mảnh 30 lb (14 kg) chứa trong khoang quân giới của máy bay